# Trnucha americká

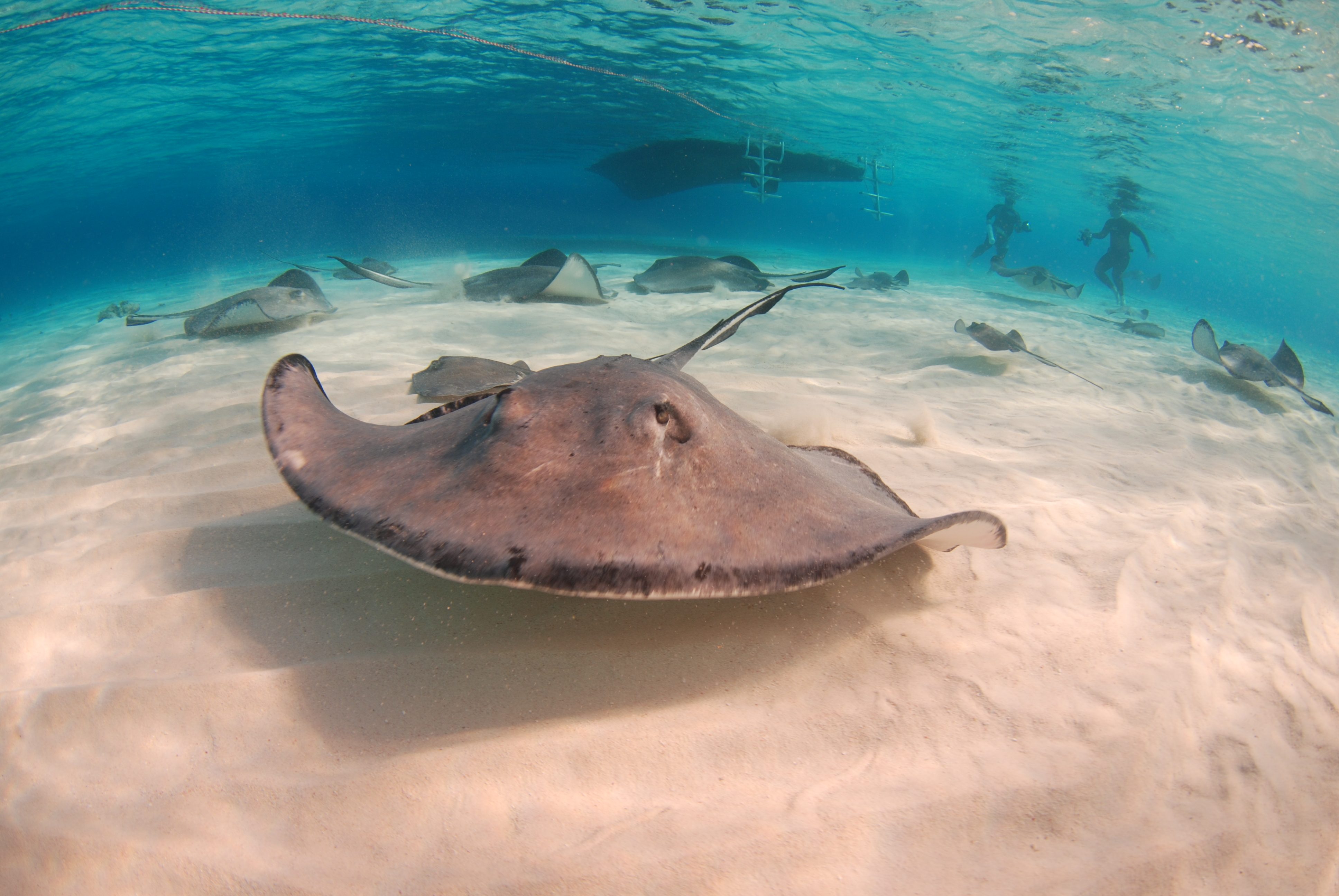

Trnucha americká (Hypanus americanus) je druh paryby z čeledi trnuchovitých, která se řadí mezi rejnoky. Dorůstá velikosti mezi 1,5 až 2 m a hmotnosti okolo 130 kg. Vyskytuje se převážně v západní části Atlantského oceánu, od USA až po Brazílii.
Trnuchu americkou prvně vědecky popsali v roce 1928 američtí ichtyologové Samuel Frederick Hildebrand a William C. Schroeder pod vědeckým názvem Dasyatis americana. Při revizi čeledi Dasyatidae v polovině roku 2016 byl tento druh zařazen do rodu Hypanus.
Jedná se o živočicha, který žije usedlým způsobem života na mořském dně a v noci se vydává za potravou. Na svoji obranu používá dlouhý jedový trn umístěný v ocasní části těla, kterým je schopen bolestivě zranit i člověka. Útočí, pokud je v ohrožení nebo vyprovokovaný k útoku.

## Popis

### Vnější stavba
Trnucha americká dorůstá maximální velikosti 1,5 m (jiné zdroje uvádějí délku až 2 m) a může dosahovat hmotnosti až 136 kg. Průměrná délka života je neznámá. U druhu se projevuje pohlavní dimorfismus ve velikosti jedinců – samice je větší než samec.
Tělo je uzpůsobeno usedlému životu na mořském dně, je zploštělé v horizontálním směru s vystupující hlavou, což trnuše umožňuje pozorovat okolí, když je zahrabána v písku. Tehdy nad povrch vyčnívají pouze její spirakuly v podobě dvou otvorů. Má tvar disku s ostrým zakončením na stranách, kde se nacházejí ploutve, které umožňují pohyb. Disk je přibližně 1,2krát širší než delší. Na vrcholku těla se nachází dvě oči. Na hřbetě se táhne vystouplá část těla, která přechází do ocasu, jenž je zakončen ostrým vroubkovaným trnem. Začíná přibližně v polovině ocasu, na spodní straně ocasu se nachází kožní lalok. Trn má obrannou funkci proti útokům žraloků, trnucha v případě ohrožení zaútočí a vpraví do útočníka jed. Takový útok může bolestivě poranit i člověka. V případě zasažení se doporučuje pro zmenšení účinku jedu okamžité ponoření do horké vody. Délka ocasu dosahuje často až dvojnásobné délky vůči délce zbytku těla. Na břišní straně těla se nachází ústa. Na každé čelisti je umístěno 52 až 80 zubů a pět žaberních štěrbin.
Trnucha má v dospělosti většinou na hřbetní straně tmavě zelenou až olivově hnědou barvu. Mláďata jsou šedá. Na břišní straně je bílá. Na této straně se současně nachází i ústa pro příjem potravy.

### Vnitřní stavba
Trnucha má celou kostru chrupavčitou. Kosti zcela schází, což je zajímavá skutečnost vzhledem k tomu, že předchůdci trnuchy měli vyvinuté kosti.

### Chování
Trnuchy jsou často pozorovány jak osamoceně, tak i pohybující se v páru či ve velkém hejnu čítajícím desítky jedinců.
Podobně jako manta obrovská využívá trnucha „čisticí stanice“ na korálových útesech, kam cíleně připlouvá nechat si drobnými rybkami, jako jsou kněžík dvoupruhý nebo ostnatec ryšavý, odstranit parazity na své kůži.

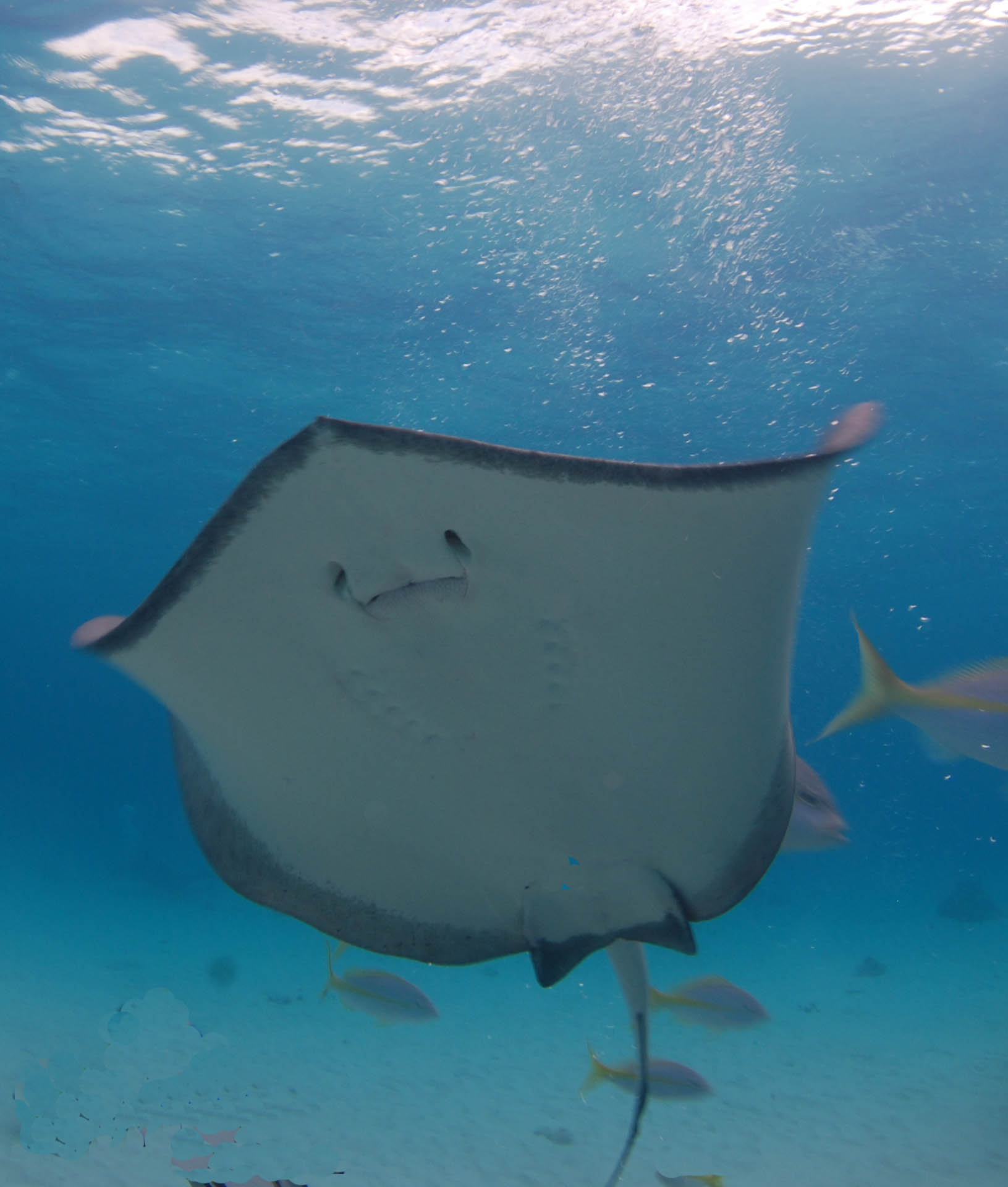
Pohled na břišní stranu trnuchy

## Rozšíření
Trnucha americká obývá převážně příbřežní vody západní části Atlantského oceánu od oblasti New Jersey v USA, přes Mexický záliv, Karibik (oblast Malých a Velkých Antil) až po jihovýchodní oblasti Brazílie. Preferuje oblasti s písčitým dnem, oblasti s mořskou trávou či korálové útesy. V letních měsících se hojně objevuje v oblasti Floridy, kde se často pohybuje v oblastech říčních ústí do moře.
Trnucha byla pozorována do maximální hloubky 53 m. Obývá pouze teplé vody, kde teplota dosahuje teploty 28 až 32 °C.

## Potrava
Trnucha je dravá paryba, která se živí drobnými bezobratlými živočichy (např. červy) žijícími na dně a ve vrstvě usazenin či rybami z nadřádu kostnatých, které žijí na mořském dně. Za potravou se vydává převážně v noci. Potravu loví tak, že se přiblíží ke kořisti a za pomocí pohybu ploutví vytvoří podtlak v písku, který ji obnaží z písčitého úkrytu. Předpokládá se, že trnucha využívá pro vyhledávání potravy dobře vyvinutý čich a hmat ve spojení s elektroreceptory.
Mezi její přirozené nepřátele vyjma člověka patří žraloci a velké ryby, které jsou schopny ji ulovit.

## Rozmnožování

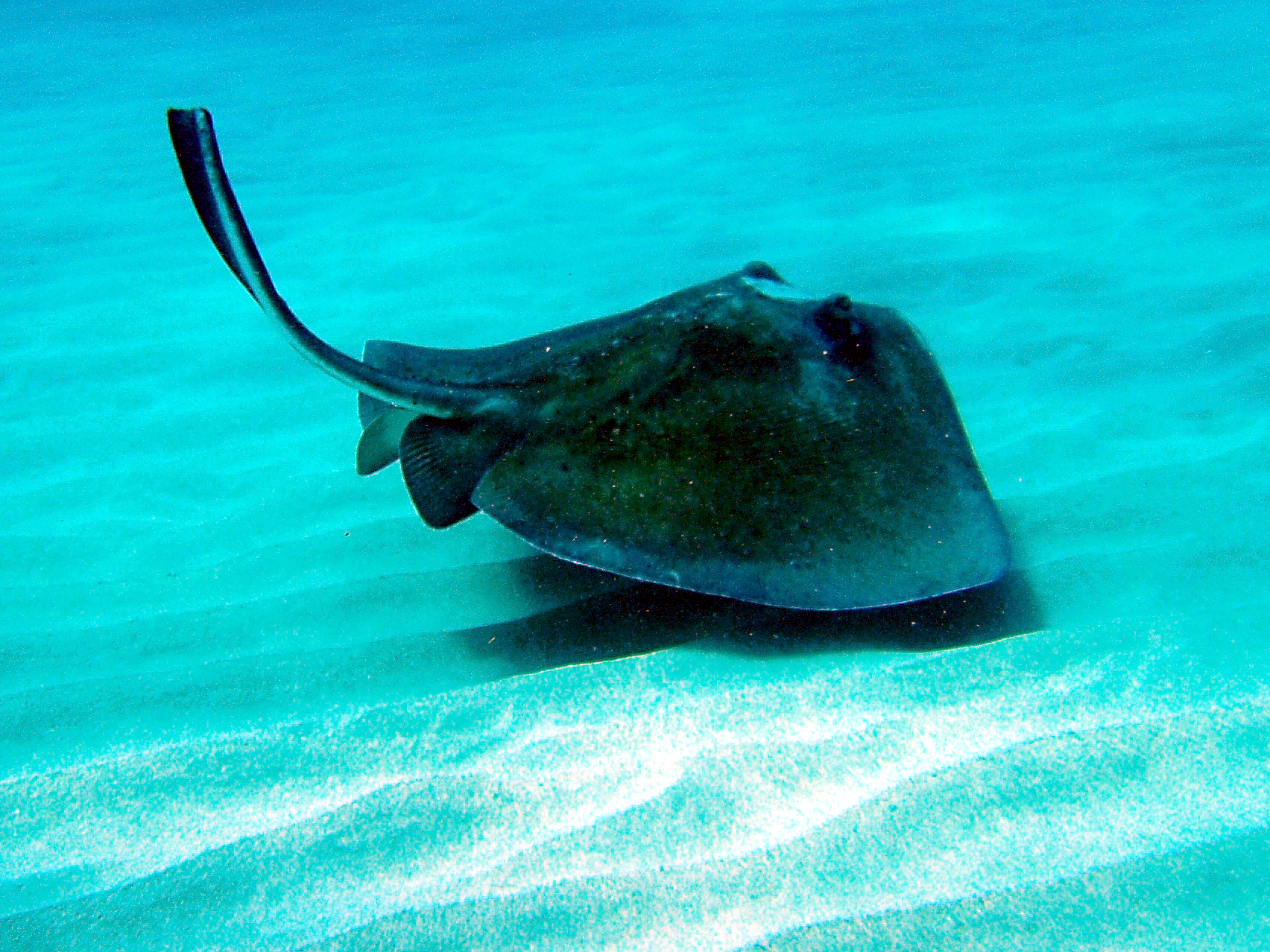
Trnucha nad písčitým dnem

Trnucha americká je málo prozkoumaný druh. Z této skutečnosti vychází i nedostatek poznatků o jejích rozmnožovacích návycích. Doba, kdy jedinci dosahují pohlavní dospělosti není přesně prozkoumaná, ale odhaduje se, že je to při velikosti 75 až 80 cm u samice a 51 cm u samce.
Vajíčka jsou po oplodnění uchovávána v těle samice, kde se líhnou do zvláštního vaku. Zárodky jsou zde chráněny před okolními predátory. Výživa je zajišťována trávením žloutkového váčku. Samice po 4,5 až 7,5 měsících rodí 2 až 10 živých mláďat, která dosahují velikosti 17 až 34 cm. V zajetí je samice schopna rodit dvakrát ročně, ale v přírodě nejspíše jen jednou za rok. Řadí se mezi vejcoživorodé.

## Hospodářský význam
Trnucha americká je lovena v oblastech Jižní Ameriky převážně v Brazílii a Venezuele. Zde se její lov začíná odrážet na stavu populace trnuch v této lokalitě. V pobřežních vodách USA není lovena a je zde hojně zastoupena. Pozorování naznačují, že není v této oblasti pod přímou hrozbou vyhubení. Na druhou stranu se jedná o málo prozkoumaný druh, u kterého není známo, jaké jsou dopady rybolovu na její výskyt a populaci. K roku 2008 neexistuje žádné ochranné opatření, které by mělo za cíl chránit tento druh.
Druh byl přibližně do roku 1987 zcela na okraji veškerého vědeckého i veřejného zájmu. V současnosti se jedná i o turistickou atrakci pro amatérské potápěče v oblasti Karibiku, kteří mohou snadno plavat v jejich přítomnosti, jelikož trnucha americká není na člověka agresivní (vyjma případů sebeobrany).